# Julien Marescal
Julien Gustave Marescal est un homme politique français né le 28 avril 1800 à Chartres (Eure-et-Loir) et mort le 2 février 1862 à Châteaudun (Eure-et-Loir).

## Biographie
Fils de Claude-Antoine Marescal, marchand, et de Marie-Thérèse Bouvet, il naît à Chartres, place du marché au blé (aujourd'hui 20 place des Halles). 
Après le collège de Chartres, il fait des études de droit à Paris, puis devient avocat à Chartres, où il est un opposant libéral à la Monarchie de Juillet. 
Nommé, avec Barthelémy, commissaire du gouvernement en Eure-et-Loir en février 1848, une de ses premières décisions est de révoquer Adelphe Chasles comme directeur de la colonie agricole d'enfants de Bonneval. Il s'en expliquera quelques mois après, indiquant notamment qu'il « était inqualifiable que les économies portaient sur la nourriture des enfants qui languissaient et finalement mouraient d'inanition, ainsi qu'il a été constaté par procès-verbal des médecins ».
Il révoquera également les trois conseillers de préfecture en poste et nommera à leur place, Jean-Baptiste Sellèque, gérant du journal Le Glaneur et  messieurs Robinet et Prévoteau, anciens notaires.
Il est élu député d'Eure-et-Loir à l'assemblée nationale constituante, siégeant au centre. Ayant démissionné de son poste de commissaire du gouvernement, il est remplacé temporairement par Jean-Baptiste Sellèque, qui assure l'intérim dans l'attente de la nomination de son successeur François Auguste Sebire.

Il se retire de la vie politique à l'expiration de son mandat électoral :

« Le 25 avril 1848, soixante-dix mille suffrages m'investissaient spontanément de l'estime et de la confiance générale. J'ose dire que j'ai tout fait pour y répondre ; tout, dans la mesure de mes forces. Encore quelques jours, et l'Assemblée nationale aura consolidé, je l'espère, les bases de la société, si violemment ébranlée en mai et juin ; la République sera fondée. Ce sera ma récompense en rentrant, comme je le veux, dans la vie privée »

.

## Sources
- « Julien Marescal », dans Adolphe Robert et Gaston Cougny, Dictionnaire des parlementaires français, Edgar Bourloton, 1889-1891 [détail de l’édition]